# Robert Asher
Pour les articles homonymes, voir Asher (homonymie).
Robert Asher est un réalisateur pour le cinéma et la télévision, de nationalité britannique, né en 1915 à Londres (Angleterre) et mort en 1979.

## Biographie
C'est le frère de Jack Asher, directeur de la photographie britannique.

## Filmographie partielle

### Comme assistant-réalisateur
- 1951 : Encore de Pat Jackson, Anthony Pélissier et Harold French
- 1952 : Il importe d'être Constant (The Importance of Being Earnest) d'Anthony Asquith
- 1953 : Tournez la clef doucement (Turn the Key Softly) de Jack Lee
- 1954 : Évasion (The Young Lovers) d'Anthony Asquith
- 1954 : Moana, fille des tropiques (The Seekers) de Ken Annakin
- 1954 : L'Homme au million (The Million Pound Note) de Ronald Neame
- 1955 : Norman diplomate (Man of the Moment) de John Paddy Carstairs
- 1955 : Plus on est de fous (One Good Turn) de John Paddy Carstairs
- 1956 : La Maison des secrets (House of Secrets) de Guy Green
- 1956 : Jacqueline de Roy Ward Baker
- 1956 : Jumping for Joy de John Paddy Carstairs
- 1957 : Aventure à Soho (Miracle in Soho) de Julian Amyes
- 1957 : Marée haute à midi (High Tide at Noon) de Philip Leacock)
- 1958 : Froid dans le dos (Floods of Fear) de Charles Crichton
- 1958 : Atlantique, latitude 41° (A Night to Remember) de Roy Ward Baker
- 1958 : Gipsy (The Gypsy and the Gentleman) de Joseph Losey

### Comme réalisateur

#### Cinéma
- 1959 : Follow a Star
- 1960 : Norman dans la marine (The Bulldog Breed)
- 1960 : Un vison pour mademoiselle ou La Bande de Lady Appleby (Make Mine Mink)
- 1962 : Le Limier de Scotland Yard (On the Beat)
- 1962 : She'll Have to Go
- 1963 : Docteur ne coupez pas (A Stitch in Time)
- 1965 : Ce formidable laitier (en) (The Early Bird)
- 1965 : Les Gorilles de madame Petrovna (The Intelligence Men)
- 1966 : Norman journaliste (en) (Press for Time)

#### Télévision
- 1967 : Le Prisonnier (1 épisode)
- 1967 : Alias le Baron (4 épisodes)
- 1967-1968 : Le Saint (2 épisodes)
- 1967-1968 : Chapeau melon et bottes de cuir (4 épisodes)
- 1969 : Les Champions (4 épisodes)